# Paralizie cerebrală
Paralizia cerebrală este o tulburare cronică a mișcării din cauza leziunii sistemului nervos central. Paralizia cerebrală se manifestă prin mișcări reflexe involuntare și contracții musculare (spasme) care pot afecta o parte a corpului sau tot corpul. Cu paralizia cerebrală sunt asociate alte afecțiuni cum ar fi convulsiile, disfuncții vizuale sau auditive. 

## Definiție și simptome
Paralizia cerebrală (PC) este un grup de tulburări de mișcare permanente ce apar în timpul copilăriei. Semnele și simptomele variază de la o persoană la alta. Problemele comune includ, printre altele: coordonare slabă, musculatură rigidă, musculatură slabă, probleme la înghițire sau vorbire și tremur. De asemenea, ar mai putea exista probleme cu senzațiile, vederea și auzul. Adesea, bebelușii cu PC nu se rostogolesc, nu stau în șezut, nu se târăsc și nu merg la fel de devreme ca alți copii de vârsta lor. Dificultate în abilitatea de gândire sau rațiune și crizele apar, fiecare dintre ele, în unul din trei cazuri. În timp ce simptomele ar putea deveni mai observabile pe parcursul primilor ani de viață, problemele de bază nu se înrăutățesc odată cu trecerea timpului.

## Cauze și diagnoză
| Paralizie cerebrală | Paralizie cerebrală |
| ------------------- | ------------------- |
| ICD10               | G80.                |
| ICD-9               | 343                 |
| OMIM                | 603513 605388       |
| eMedicine           | neuro/533 pmr/24    |
| MeSH                | D002547             |

Paralizia cerebrală este cauzată de dezvoltarea anormală sau vătămarea părților din creier ce controlează mișcarea, echilibrul și postura. Cel mai des, problemele apar în timpul sarcinii; totuși, de asemenea, acestea ar putea apărea în timpul nașterii sau la scurt timp după aceasta. Adesea, cauza este necunoscută. Factorii de risc includ, printre altele, nașterea prematură, existența gemenilor, anumite infecții în timpul nașterii precum toxoplasmoza sau rubeola, expunerea la metilmercur pe parcursul sarcinii și traumatisme craniene în timpul primilor ani de viață. Se crede că aproximativ 2% dintre cazuri sunt cauzate de o genetică moștenită. Există un număr de sub-tipuri clasificate în funcție de problemele specifice prezente. De exemplu, persoanele cu rigiditate musculară prezintă paralizie cerebrală spastică, persoanele ce prezintă coordonare slabă prezintă paralizie cerebrală ataxică, iar persoanele cu probleme de scriere prezintă paralizie cerebrală atetoidă. Diagnosticarea se face în funcție de dezvoltarea copilului în timp. Testele sangvine și imagistica medicală ar putea fi utilizate pentru a exclude alte posibile cauze.

## Prevenire și tratament
Paralizia Cerebrală este prevenibilă parțial prin imunizarea mamei și eforturi de a preveni traumatismele craniene la copii prin îmbunătățirea siguranței. Nu există remediu pentru PC; totuși, tratamentele de susținere, medicamentele și chirurgia ar putea ajuta mulți indivizi. Acestea pot include fizioterapia și logopedia. Medicamentele precum diazepam, baclofen și toxina botulimică ar putea ajuta la relaxarea mușchilor rigizi. Chirurgia poate include alungirea mușchilor și rezecția nervilor hiperactivi. Adesea, protezele externe și alte tehnologii de asistență sunt de ajutor. Unii copii au vieți de adult aproape normale cu ajutorul unui tratament adecvat. În timp ce medicina alternativă este utilizată frecvent, nu există dovezi pentru a sprijini utilizarea acesteia.

## Epidemiologie și istoric
PC este cea mai comună tulburare de mișcare la copii. Apare la aproximativ 2,1 dintre 1.000 de nașteri normale. Paralizia cerebrală a afectat persoanele încă din Antichitate. Primele descrieri ale bolii apar în lucrările lui Hipocrate în secolul V ÎHr. Studii ample ale bolii au început în secolul al XIX-lea de către William John Little. Sunt examinate un număr de potențiale tratamente, inclusiv terapia cu celule stem. Totuși, sunt necesare cercetări amănunțite pentru a stabili dacă are efect și dacă este sigură.